# Тодор Пъндев
Тодор Кънев Пъндев е български композитор и учител.

## Биография
Роден е на 20 март 1878 г. в Стара Загора. Завършва Педагогическото училище в Казанлък. Цигулар е в оркестъра на дружество „Кавал“. През 1905 г. завършва Консерваторията в Одеса. След това учителства в Търговище и Ямбол. Преподава пеене в Мъжката гимназия в Стара Загора. Председател е на настоятелството и е член на Музикалния комитет на дружество „Кавал“. Редактор е на печатния орган на дружеството – списание „Кавал“. Участва в Първата световна война като запасен поручик, взводен командир, полеви военен следовател. За бойни отличия и заслуги във войната е награден с орден „За храброст“, IV степен и орден „За военна заслуга“, V степен. През 1919 г. основава детската музикална китка „Родни звуци“ към дружество „Театър“.
Автор е на учебници по музика за началните класове, сборници с песни. Пише детските оперети „Балът на цветята“, „Наказани“, а също така и на детски и училищни песни, балети и музикални драми. Автор е на нотирани песни по текстове на стихотворения на Христо Ботев, Иван Вазов, Цанко Церковски, Кирил Христов и др.
Умира на 26 април 1946 г. в София.